# Штайнёльза
Штайнёльза или Ка́ментна-Во́льшинка (нем. Steinölsa; в.-луж.  Kamjentna Wólšinka) — деревня в Верхней Лужице, Германия. Входит в состав коммуны Квицдорф-ам-Зе района Гёрлиц в земле Саксония. Подчиняется административному округу Дрезден.

## География
Находится среди лесного массива на южной границе биосферного заповедника «Пустоши и озёра Верхней Лужицы». Через деревню с востока на запад (из деревни Шпройц в сторону деревни Лайпген) проходит автомобильная дорога S109 и в ней же заканчивается автомобильная дорога K8456 с юго-востока из Колльма.
Соседние населённые пункты: на севере — административный центр коммуны Мюка, на северо-востоке — деревни Горшов и Спрёйцы, на юго-востоке — деревня Холм, на юге — деревня Радшов коммуны Хоэндубрау, на юго-западе — деревня Вукранчицы коммуны Хоэндубрау, на западе — деревня Липинки коммуны Мюка и на северо-западе — деревни Долга-Боршч-Вуход и Долга-Боршч коммуны Мюка.

## История
Впервые упоминается в 1528 году под наименованием Stein Öllß, в годы нацистского режима называлась как Steinerlen (1936—1947).
В настоящее время деревня входит в состав культурно-территориальной автономии «Лужицкая поселенческая область», на территории которой действуют законодательные акты земель Саксонии и Бранденбурга, содействующие сохранению лужицких языков и культуры лужичан.
Исторические немецкие наименования
- Stein Öllß, 1528
- Klein-Oelsa, 1638
- Stein Oelßa, 1791
- Steinerlen, 1936—1947

Исторические серболужицкие наименования
Славянское название происходит от слова «wólšina» (ольшаник).
- Kamentna Woleschniczka, 1800
- Kaḿjeńtna Wólšinka, 1831
- Wolschinka, 1835
- Kamjeńtna Wólšinka, 1959

## Население
Официальным языком в населённом пункте, помимо немецкого, является также верхнелужицкий язык.
Согласно статистическому сочинению «Dodawki k statisticy a etnografiji łužickich Serbow» Арношта Муки в 1884 году в деревне проживало 188 человека (из них — 100 лужичан (53 %), 88 человек — немцы (47 %)).
Лужицкий демограф Арношт Черник в своём сочинении «Die Entwicklung der sorbischen Bevölkerung» указывает, что в 1956 году при общей численности в 276 человек серболужицкое население деревни составляло 1,8 % (5 взрослых, которые свободно владели верхнелужицким языком).
| 1825 | 1871 | 1885 | 1905 | 1925 | 1939 | 1946 | 1950 | 1964 | 1999 | 2014 |
| ---- | ---- | ---- | ---- | ---- | ---- | ---- | ---- | ---- | ---- | ---- |
| 109  | 206  | 176  | 193  | 222  | 195  | 280  | 257  | 201  | 151  | 145  |